# Parabeloniscus caudatus
Parabeloniscus caudatus is een hooiwagen uit de familie Epedanidae.